# Ambasada Litwy w Polsce

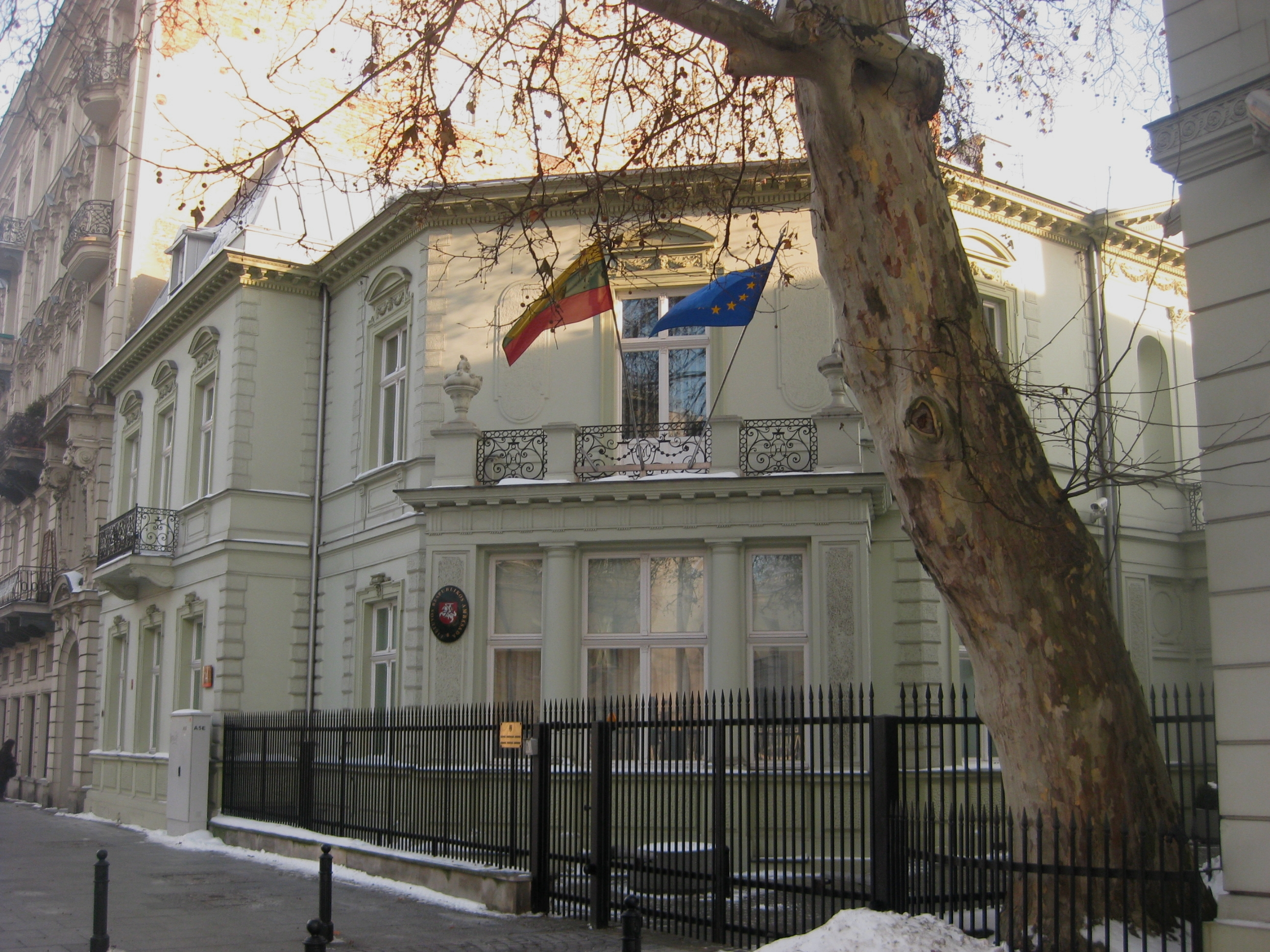
Budynek ambasady Litwy w Al. Ujazdowskich

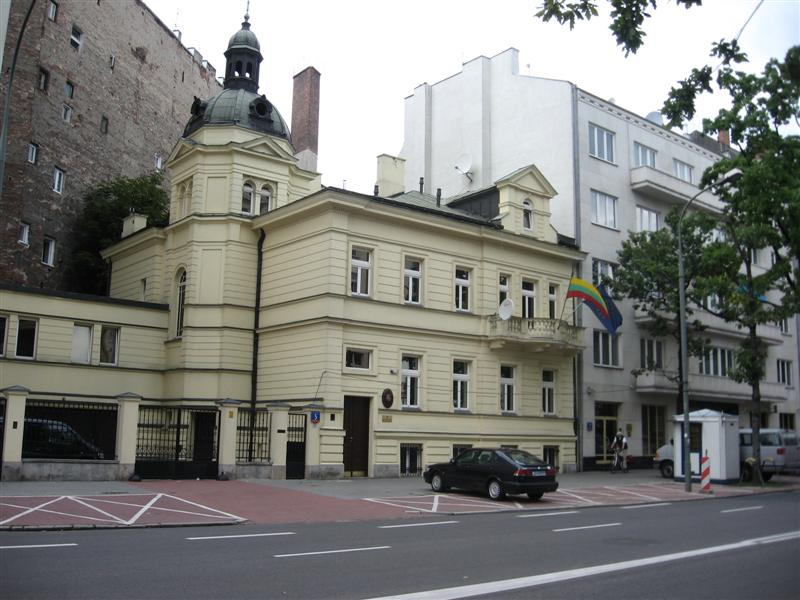
Dawny budynek ambasady Litwy w Al. Szucha (1992−2006)

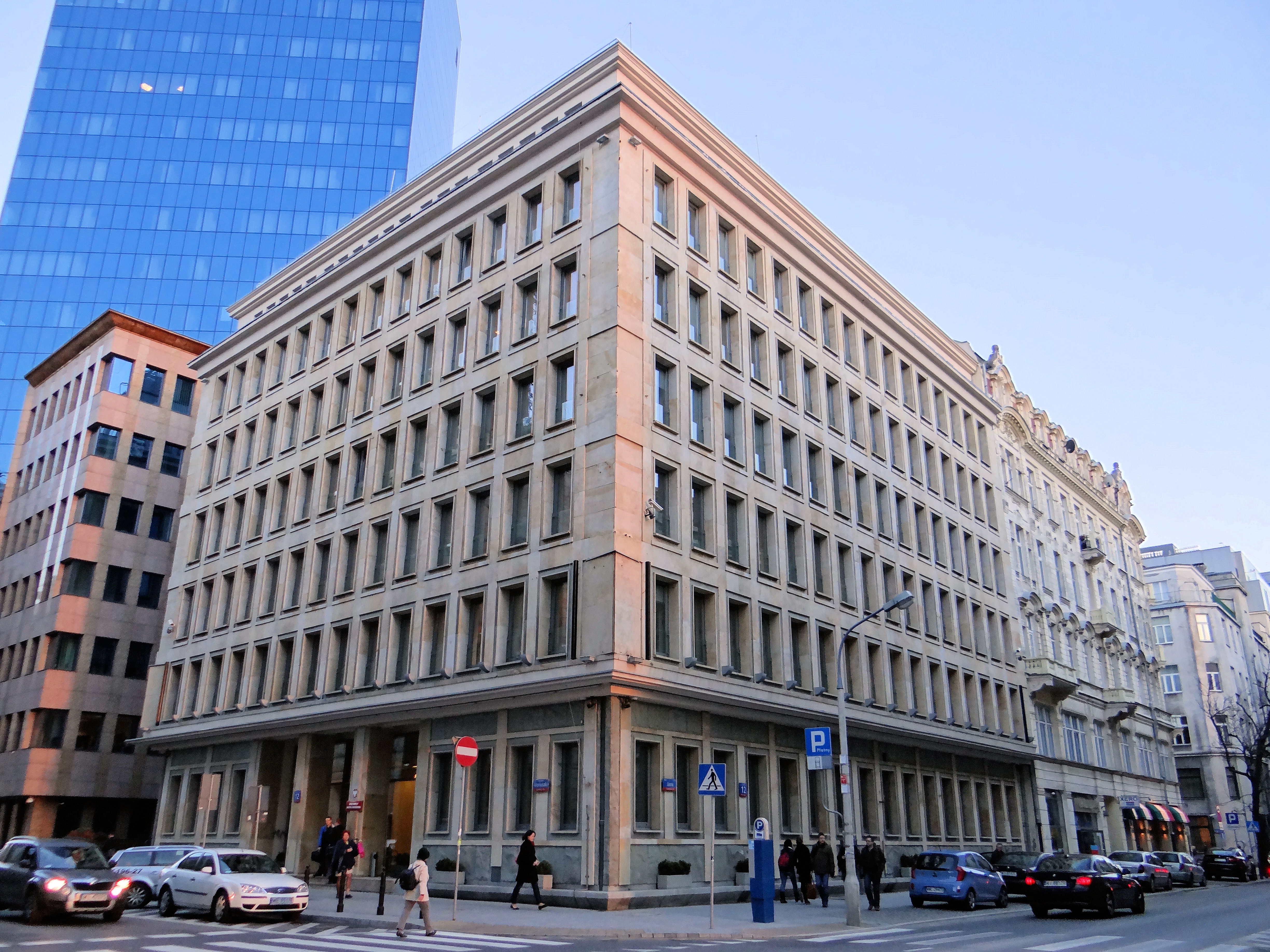
Dawna siedziba Wydziału Handlowego Ambasady Litwy przy ul. Jasnej (2004)

Ambasada Litwy w Polsce, Ambasada Republiki Litewskiej w Rzeczypospolitej Polskiej (lit. Lietuvos Respublikos ambasada Lenkijos Respublikoje) – litewska placówka dyplomatyczna znajdująca się w Alejach Ujazdowskich 14 w Warszawie.

## Podział organizacyjny
W skład przedstawicielstwa wchodzi:
- Wydział Konsularny, Al. Ujazdowskie 12
- Wydział Kultury – Centrum Litewskie (lit. Lietuvos Centras), Al. Ujazdowskie 12
- Centrum Informacji Turystycznej (lit. Lietuvos turizmo informacijos centras), Al. Ujazdowskie 12
- Konsulat Republiki Litewskiej w Sejnach (lit. Lietuvos Respublikos Konsulatas Seinuose)

## Siedziba

### Okres do 1939
Początkowo w 1919 w Warszawie funkcjonowały Biuro Informacyjne i Litewskie Przedstawicielstwo Konsularne przy ul. Nowogrodzkiej 33, nieoficjalnie do 1923, budynek zniszczony podczas II wojny światowej. 
Stosunki dyplomatyczne Polska i Litwa nawiązały jednakże dopiero przed wybuchem II wojny światowej – w 1938 Litwa umieściła swoje przedstawicielstwo dyplomatyczne w hotelu Europejskim, w 1939 poselstwo przy ul. Koszykowej 14 (30 maja – 27 października 1939); budynek zniszczony podczas II wojny światowej, następnie odbudowany. Utrzymywano też rezydencję posła w al. Ujazdowskich 17 (1938–1939), obecnie 19.

### Okres od 1991
W czasie zagrożenia państwowości w styczniu 1991 minister spraw zagranicznych Litwy urzędował w hotelu „Zajazd Napoleoński” w Warszawie. W lutym 1991 uruchomiono Biuro Informacyjne MSZ Litwy w oficynie pałacyku Sobańskich w al. Ujazdowskich 13, we wrześniu 1991 reaktywowano stosunki dyplomatyczne, a biuro w 1992 zostało przekształcone w ambasadę; obecnie budynek nie istnieje.
W latach 1992–2006 siedziba mieściła się w neobarokowym/eklektycznym pałacyku Napoleona Milicera/willi Olszewiczów z 1885 (682 m²) w al. Szucha 5, dotychczas użytkowanym przez Ambasadę/Przedstawicielstwo Handlowe ZSRR, ostatnio przez Agencję Prasową Nowości; wydział handlowy ambasady był umieszczony początkowo w Katowicach (1992–1993), następnie w Warszawie przy ul. Jasnej 12 (2004), w Domu Dochodowym w Al. Ujazdowskich 51 (2006), ostatnio w Al. Ujazdowskich 12, obecnie nie funkcjonuje (2021); konsulat generalny przy ul. Zakroczymskiej 13 (2003). W 2006 rząd litewski zakupił pałac pod Karczochem w Al. Ujazdowskich 14, który mieścił do tego czasu kolejno – PPR (1945–1946), TPPR (1946–1947), ambasadę KRLD (1947–1990), Przedstawicielstwo Komisji Europejskiej (1992–2002); i willę Ludwika Jaroszyńskiego w Al. Ujazdowskich 12, zajmowanej wcześniej przez ambasadę Mongolii (1964–1991).